# Rote Kosaken
Rote Kosaken waren Einheiten von Kosaken, welche ab 1917 für die Bolschewiki und ab 1918 in deren Roten Armee kämpften.

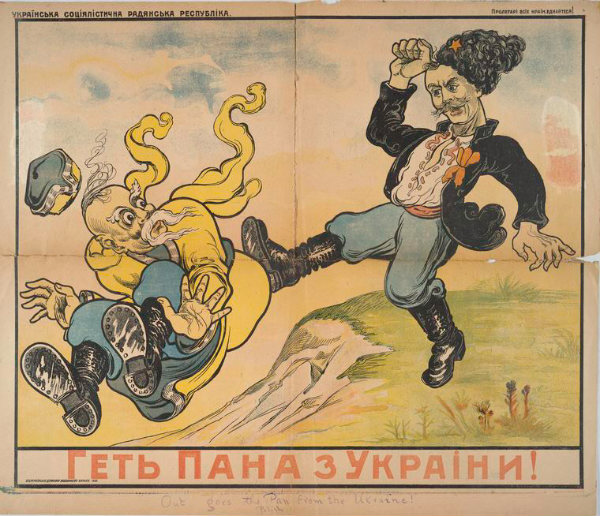
Agitation der Roten Kosaken der Ukraine

## Geschichte
Rote Kosaken waren unter den ersten Gruppierungen, welche als „Ukrainische Sowjet-Armee“ bewaffnet für die Sowjet-Räte in der Ukraine kämpften. Die proklamierte Sowjetmacht sollte vom Gründungsort Charkiw sowie den Regionen Kiew, Poltawa und Tschernihiw aus den Kampf mit dem Ziel der Expansion der Bolschewiki führen. Ziel der Bolschewiki war die Kontrolle der Ukraine aufgrund ihrer Ressourcen und geopolitischen Lage.
Eine bekannte Einheit war das Korps unter dem Kommando von Witali Primakow im Bürgerkrieg sowie im Kampf gegen die anarchistische Republik der Machnowschtschina.